# Káto Kambiá
Káto Kambiá är en ort i Grekland.   Den ligger i prefekturen Fthiotis och regionen Grekiska fastlandet, i den centrala delen av landet, 180 km nordväst om huvudstaden Aten. Káto Kambiá ligger 475 meter över havet och antalet invånare är 142.
Terrängen runt Káto Kambiá är huvudsakligen kuperad, men åt sydost är den bergig. Runt Káto Kambiá är det ganska glesbefolkat, med 25 invånare per kvadratkilometer. Närmaste större samhälle är Spercheiáda, 8,3 km öster om Káto Kambiá. Omgivningarna runt Káto Kambiá är en mosaik av jordbruksmark och naturlig växtlighet.